# Regele cofetarilor
Buddy Valastro este un maestru cofetar împlinit, ajuns la a patra generație, care se ocupă de afacerea familiei. S-a născut la Hoboken, în New Jersey, SUA, și a crescut într-o familie italiană de modă veche.